# CAINE Linux
CAINE Linux, acrónimo de Computer Aided Investigative Environment, en español Entorno de Investigación Asistido Por Computadora, es una Distribución GNU/Linux creada como un Proyecto de Forense Digital o Informática Forense. El manejador actual del Proyecto es Nanni Bassetti.
CAINE Ofrece un entorno Linux completo, integrando herramientas de software existentes y con una interfaz gráfica amigable. Los principales objetivos son:
- Un Entorno fácil que apoye las investigaciones digitales.
- Una Interfaz gráfica amigable.
- Herramientas amigables para el usuario.

CAINE representa plenamente el espíritu de la filosofía Open Source, ya que el proyecto está completamente abierto y todo el mundo puede asumir el legado del desarrollador anterior o gerente del proyecto.

## Instalación
Permite la instalación sobre arquitecturas i386 y amd64.
Para la arquitectura i386, a la imagen de Kali, trae un kernel PAE por defecto, por lo que se puede ejecutar en sistemas de más de 4 GB de RAM. La imagen se puede instalar desde un DVD o utilizar una distribución Live desde USB. También permite la instalación vía red y brinda imágenes para la descarga de máquinas virtuales prefabricadas con las herramientas instaladas de VMWare.
Podemos ver todos los pasos completos para la instalación con capturas incluidas en Instalacion_de_CAINE_7

## Programas nativos
- Autopsia, El navegador forense Autopsia es una interfaz gráfica para la línea de comandos herramientas de análisis de investigación digital en el Sleuth Kit. Juntos, pueden analizar los discos de Windows y UNIX y sistemas de archivos (NTFS, FAT, UFS1 / 2, Ext2 / 3).
- Afflib, El Formato Forense Avanzados (AFF) es un formato abierto extensible para el almacenamiento de imágenes de disco y los metadatos forense relacionada. AFF es un formato de archivo abierto y extensible para almacenar imágenes de disco y los metadatos asociados. El uso de AFF, el usuario no está bloqueado en un formato propietario que puede limitar cómo él o ella puede analizarlo. Un estándar abierto permite a los investigadores a utilizar de forma rápida y eficiente sus herramientas preferidas para resolver crímenes, reunir información de inteligencia, y resolver los incidentes de seguridad.
- Ataraw, A nivel de usuario de Linux ATA utilidad de comandos prima.
- AtomicParsley. Programa de línea de comandos de peso ligero para la lectura, el análisis y la creación de metadatos en archivos MPEG-4.
- BBthumbs.dat. Analizador para BlackBerry.
- Bkhive. Herramienta para extraer la clave del sistema de Windows que se utiliza para cifrar los hashes de las userpasswords.
- Floración. Paquete de filtros NPS Bloom (incluye frag_find).
- ByteInvestigator. Un conjunto de secuencias de comandos de bash por Tony Rodríguez.
- Extractor granel. Correo electrónico masivo y una herramienta de extracción de URL
- Cryptcat Es una sencilla utilidad Unix que lee y escribe datos a través de conexiones de red, utilizando el protocolo TCP o UDP al cifrar los datos que se transmiten. Está diseñado para ser una herramienta fiable "back-end" que se puede utilizar directamente o fácilmente impulsado por otros programas y scripts.
- Chntpw. Esta es una utilidad para (re) establecer la contraseña de cualquier usuario que tenga una cuenta válida (local) en su Windows NT / 2k / XP / Vista etc sistema. También hay un editor de registro y otras utilidades del registro que funciona bajo Linux / Unix, y se puede utilizar para otras cosas además de la edición de contraseña.
- Dmidecode. Reporta información sobre el hardware del sistema como se describe en su sistema BIOS según el estándar SMBIOS / DMI
- Ddrescue. Herramienta de recuperación de datos. Es copias de datos de un archivo o bloque de dispositivo (disco duro, CD-ROM, etc.) a otro, tratando de rescatar a los datos en caso de errores de lectura.
- Dcfldd. Versión mejorada de GNU dd con características útiles para la medicina forense y la seguridad. dcfldd puede hash de los datos de entrada ya que se está transfiriendo, ayudando a garantizar la integridad de los datos, verificar que una unidad de destino es un partido de bit por bit del archivo de entrada especificado o patrón, de salida a varios archivos o discos al mismo tiempo, salida dividida en varios archivos con más capacidad de configuración que el comando split, enviar todos sus datos y salida de registro a los comandos, así como archivos de forma nativa.
- dc3dd Versión parcheada de GNU dd para incluir una serie de características útiles para la informática forense. Muchas de estas características se inspiraron en dcfldd, pero fueron reescritos para dc3dd.
- Dvdisaster De una manera que es totalmente recuperable, incluso después de algunos errores de lectura se han desarrollado. Esto le permite rescatar los datos completos a un nuevo medio.
- Principal. La más importante es un programa de consola para recuperar archivos basados en sus encabezados, pies de página, y las estructuras de datos internas. El principal puede trabajar en archivos de imagen, tales como los generados por dd, SafeBack, Encase, etc, o directamente en una unidad.
- FiWalk. Archivo y Programa Walk Inode
- Fundl 2.0. Se trata de un perro perdiguero de archivo borrado selectivo con la presentación de informes HTML. Se basa TSK.
- FKLook. Secuencia de comandos se puede utilizar para buscar una palabra clave en muchos archivos y lo copia sólo los archivos que tengan una palabra clave correspondiente a un directorio independiente de su elección.
- Fod. Es sinónimo de división de salida La principal. Este es un script para dividir principales contenidos directorios de salida en subdirectorios con un número definido de archivos para cada tipo de archivo de formato.
- Fatback. Programa para recuperar archivos de sistemas de archivos FAT.
- Geany. Editor de texto.
- gtk-recordmydesktop. Grabador de sesión de escritorio que trata de ser fácil de usar, pero también efectiva en ella es la tarea principal.
- Galleta. Herramienta de análisis forense Internet Explorer Cookie. Galleta fue desarrollado para examinar el contenido de los archivos cookie. Galleta analizará la información en un archivo de la galleta y la salida de los resultados en un campo delimitado forma para que pueda ser importado en su programa de hoja de cálculo favorita.
- Guymager. Generador de imágenes forense para la adquisición de medios de comunicación.
- HDSentinel. Spervisión del estado del disco duro y de la temperatura. Prueba y problemas de disco duro de reparación y predecir fallas. Evite la pérdida de datos mediante copias de seguridad automáticas y programadas
- Hfsutils. HFS es el "Hierarchical File System", el formato de volumen nativo utilizado en los ordenadores Macintosh modernos. hfsutils es el nombre de un completo paquete de software que se ha desarrollado para permitir la manipulación de los volúmenes HFS de UNIX y otros sistemas.
- Libewf. Biblioteca para el apoyo del Formato Peritaje Compresión (EWF), que admite tanto el formato de SMART (EWF-S01) y el formato EnCase (EWF-E01). Libewf le permite leer y escribir información de los medios de comunicación dentro de los archivos de EWF.
- Lnk-parse. Script de perl para analizar los archivos *.lnk.
- Log2timeline. Marco para la creación automática de un super línea de tiempo. El objetivo principal es proporcionar una única herramienta para analizar varios archivos de registro y los artefactos encontrados en los sistemas sospechosos (y sistemas de apoyo, tales como equipos de red) y producir una línea de tiempo que puede ser analizada por los investigadores forenses / analistas.
- Md5deep. Conjunto de programas para calcular MD5, SHA-1, SHA-256, mensaje de Tiger, o Whirlpool digiere en un número arbitrario de archivos. md5deep es capaz de recursivas examinar un árbol de directorio completo. md5deep puede aceptar una lista de hashes conocidos y compararlos con un conjunto de archivos de entrada y mucho más.
- Offset_Brute_Force. Script de shell fuerza bruta el desplazamiento partición en busca de una partición oculta y tratar de montarlo.
- Pasco. Herramienta de análisis forense actividad de Internet Explorer. Pasco fue desarrollado para examinar el contenido de los archivos de caché de Internet Explorer. Pasco analizará la información en un archivo index.dat y salida de los resultados en un campo delimitado forma para que pueda ser importado en su programa de hoja de cálculo favorita.
- Photorec. Recupera archivos desde el espacio no asignado utilizando valores de encabezado y pie de página específicos del tipo de archivo.
- Reglookup. Pequeña utilidad de línea de comandos para la lectura y consulta de registros basados en Windows NT. Actualmente, el programa permite leer todo un registro y de salida en una (en su mayoría), citado formato estandarizado. También proporciona funciones para el filtrado de los resultados basados en ruta de registro y tipo de datos.
- Rifiuti. Herramienta de análisis forense Papelera de reciclaje. Rifiuti fue desarrollado para examinar el contenido del archivo INFO2 en la Papelera de reciclaje. Rifiuti analizará la información en un archivo INFO2 y salida de los resultados en un campo delimitado forma para que pueda ser importado en su programa de hoja de cálculo favorita.
- Rifiuti2. Reescritura de rifiuti, Rifiuti (última actualización de 2004) se limita a la versión de Windows de Inglés (dejar de analizar cualquier carácter no-latino), por lo que esta reescritura. También es compatible con los nombres de archivos de Windows en cualquier idioma, compatible con Vista y Windows 2008 "$ Recycle.bin" (no más utiliza archivo INFO2), Activa la localización (es decir, traducible) mediante el uso simplista comprobación de errores, más rigurosa, compatible con salida en XML formato.
- Readpst. Convierte PST (MS Outlook Carpetas Personales) archivos a Mbox y otros formatos.
- Bisturí. Tallador rápida de archivos que lee una base de datos de definiciones de cabecera y pie de página y extrae los archivos coincidentes de un conjunto de archivos de imágenes o archivos de dispositivos primas. Bisturí es sistema de archivos independiente y tallar archivos desde FATX, NTFS, ext2 / 3, o particiones primas.
- Stegbreak. Herramienta para extraer contenido steganographic en imágenes.
- Smartmontools. Contiene dos programas de servicios públicos (smartctl y smartd) para controlar y supervisar los sistemas de almacenamiento utilizando el Self-Monitoring, Análisis y Tecnología de Información del Sistema (SMART) incorporada en la mayoría de los modernos discos duros ATA y SCSI. En muchos casos, estas utilidades proporcionarán advertencia avanzada de degradación de disco y el fracaso.
- Steghide. Programa de esteganografía que es capaz de incrustar o extraer datos en diversos tipos de archivos de audio y imagen-.
- Jirón. Elimina un archivo de forma segura, primero sobreescribiéndolo para ocultar su contenido.

## Actualizaciones de seguridad
CAINE Linux mantiene una relación estrecha con los repositorios de Debian GNU/Linux , por lo que recibe actualizaciones de seguridad tan frecuentemente como la distribución principal de Debian GNU/Linux para todos los paquetes que Kali no modificó.

## Código abierto
CAINE Linux es una distribución que agrega miles de paquetes de software libre en su sección principal. Como derivado de Debian GNU/Linux, todo el software en si, cumple con las Guías de Software Libre de Debian GNU/Linux.
Como una excepción a lo anterior, CAINE Linux no-libre contiene varias secciones con herramientas que no son de código abierto, pero que son permitidas para su distribución por Offensive Security a través de licencias específicas o determinadas en acuerdo con los vendedores.
Todos los desarrollos específicos hechos para su infraestructura o para integrar el software suministrado han sido puestos bajo la licencia GNU GPL.

## Versiones
- CAINE 1.0
- CAINE 2.0
- CAINE 3.0
- CAINE 4.0
- CAINE 5.0
- CAINE 6.0 "Dark Matter"
- CAINE 7.0 "DeepSpace"
- CAINE 8.0 "Blazar"
- CAINE 9.0 "Quantum"
- CAINE 10.0 "Infinity"
- CAINE 11.0 "Wormhole"